# توماس إف دافي
توماس إف دافي (بالإنجليزية: Thomas F. Duffy)‏ مواليد 9 نوفمبر 1955 في نيوآرك، هو ممثل أمريكي.

## الأعمال
- نايت كورت
- من أجل العدالة
- ماتلوك
- يوم الاستقلال
- العالم المفقود: حديقة جوراسية
- إن واي بي دي بلو
- الملفات الغامضة
- قانون الأسرة
- إي آر
- دون أثر
- مركز التجارة العالمي
- ذا ميدل
- سوبر 8

## روابط خارجية
- توماس إف دافي على موقع IMDb (الإنجليزية)
- توماس إف دافي على موقع ألو سيني (الفرنسية)
- توماس إف دافي على موقع قاعدة بيانات الأفلام السويدية (السويدية)
- توماس إف دافي على موقع قاعدة بيانات الفيلم (الإنجليزية)
- توماس إف دافي على موقع كينوبويسك (الروسية)